# 希阿荣博
希阿荣博堪布（藏語：ཤེས་རབ་བཟང་པོ།，THL：Khenpo Sherab Zangpo Rinpoche，1963年11月10日—），生於四川省德格县玉隆阔地区。1987年于四川色达喇荣五明佛学院获得堪布学位，现为佛学院堪布。1995年，在德格玉隆阔建立扎西持林闭关中心。是当今藏传佛教宁玛派伟大的上师法王如意宝晋美彭措仁波切颇具影响力的弟子之一。

## 生平
希阿荣博堪布生于四川德格，幼年时期师从才旺晋美堪布，学习藏文字母和简单佛教仪轨。1976年于德格玉隆阔扎熙寺学习佛法，主要上师为哥宁嘎桑多嘉活佛（1937-1979）。十八岁在佐庆熙日森藏文大学求学。1984年于大德旺迪堪布前正式得受比丘戒，法名（土丹沃莎扎巴）。同年进入喇荣五明佛学院依止法王如意宝晋美彭措,1933-2004)。1986年六月，希阿荣博堪布在法王如意宝面前受了菩萨戒。1987年于喇荣五明佛学院，获得堪布学位。
希阿荣博堪布1994年在家乡德格玉隆阔建立扎西持林闭关中心。2007年初，开始修建扎西持林养老院。2001年在德格扎熙寺创立佛学院，法王如意宝亲自为这所佛学院命名-彭措郎甲林“圆满尊胜洲”。堪布每年在扎西持林定期举行法会，在全国各地发起、组织规模宏大的放生和其他各类共修活动。
- 1994年，陪同法王如意宝成都参加昭觉寺千手千眼观音像的开光典礼，是堪布和汉族弟子的缘分展开之始。
- 2001年，应弟子之邀，前往澳大利亚，是堪布在海外弘法的吉祥缘起。

## 个人著作
希阿荣博堪布书目
- 《次第花开》
- 《寂静之道》
- 《生命这出戏》
- 《透过佛法看世界》

## 扎西持林
扎西持林为藏语音译，意为吉祥宝座洲，因所在的马头金刚神山呈一个吉祥宝座状而得名。扎西持林的四周山峰秀丽、树林葱郁，河水清湛，天然具足修行所依寂静地的一切功德。如今的扎西持林，除早期建成的莲师千佛殿、三宝殿、觉沃佛堂等经堂外，还新建了莲师坛城、文殊殿、法王如意宝纪念堂、佛塔、观音心咒转经轮等，庄严的佛殿内一尊尊极具加持的佛像已经成为这一带信众顶礼供养的殊胜福田。

### 定期法会
- 极乐法会， 藏历（萨嘎月）四月二十四日至三十日
- 金刚萨埵法会， 藏历六月初一至初七
- 莲师法会， 藏历六月初八至十二日